# St John Without
St John Without, ook St. John (Without), is een civil parish in het bestuurlijke gebied Lewes, in het Engelse graafschap East Sussex met 54 inwoners.